# Pawłów (powiat Starachowicki)
Pawłów is een dorp in het Poolse woiwodschap Święty Krzyż, in het district Starachowicki. De plaats maakt deel uit van de gemeente Pawłów en telt 1100 inwoners.